# Lasioglossum jubatum
Lasioglossum jubatum är en biart som först beskrevs av Joseph Vachal 1904.  Lasioglossum jubatum ingår i släktet smalbin, och familjen vägbin. Inga underarter finns listade i Catalogue of Life.